# Eugoa formosibia
Eugoa formosibia là một loài bướm đêm thuộc phân họ Arctiinae, họ Erebidae.